# Si Ming-ce
Si Ming-ce (čínsky pchin-jinem Xí Míngzé, znaky zjednodušené 习明泽, tradiční 習明澤, [ɕǐ mǐŋ.tsɤ̌]; * 25. června 1992 Fu-čou), přezdívaná Siao Mu-c' (čínsky znaky tradiční 小木子), je jediným dítětem generálního tajemníka ústředního výboru Komunistické strany Číny Si Ťin-pchinga a operní pěvkyně Pcheng Li-jüan.

## Raný život a vzdělání
Narodila se 25. června 1992 ve Fu-čou. Je jediným dítětem Si Ťin-pchinga a jeho manželky Pcheng Li-jüan. Drží se v ústraní a na veřejnost se nedostalo mnoho jejích osobních informací. V letech 2006–2008 studovala francouzštinu na střední škole v Chang-čou. Po ročním studiu na Čeťiangské univerzitě se v roce 2010 zapsala na Harvardovu univerzitu v USA. Zapsala se pod pseudonymem. V roce 2014 ukončila studium na Harvardově univerzitě s titulem Bachelor of Arts v oboru psychologie a předpokládalo se, že se vrátila do Pekingu. V únoru 2022 vyšlo v tiskové zprávě americké kongresmanky Vicky Hartzler najevo, že se v roce 2019 znovu zapsala k studiu a žije v USA.

## Veřejný život
Po zemětřesení v provincii S'-čchuan v roce 2008 pracovala jako dobrovolnice při odstraňování následků katastrofy ve městě Chan-wang v provincii Mien-ču. V roce 2013 se poprvé objevila na veřejnosti se svými rodiči ve vesnici Liang-ťia-che v prefektuře Jen-an, kde místním obyvatelům popřáli k čínskému Novému roku. Je popisována jako osoba se zájmem o četbu a módu.

## Únik informací
Podle amerického státního média Radio Free Asia byl v roce 2019 zatčen Niou Tcheng-jü za údajný únik fotografií průkazu totožnosti Si Ming-ce. Skupina pro lidská práva China Change kritizovala údajné používání mučení a spánkové deprivace k získání přiznání od podezřelých. Radio Free Asia uvedlo, že 30. prosince 2020 lidový soud v okrese Mao-nan odsoudil Nioua Tcheng-jü ke 14 letům vězení a pokutě 130 000 čínských jüanů, zatímco 23 dalších osob dostalo nižší tresty.